# Développement des étoiles de mer
Le développement larvaire des étoiles de mer est dit « indirect », car il passe par plusieurs phases larvaires planctoniques assez complexes avant de donner une étoile juvénile benthique. 

## Généralités
Les astéries se développent, pour la plupart, de façon indirecte, c’est-à-dire qu’ils passent par différents stades larvaires morphologiquement différents de l’adulte au cours de leur développement. Comme chez tous les animaux, l’embryon des étoiles de mer passe par le stade de blastula, puis subit la gastrulation avant de prendre les différentes formes larvaires décrites plus loin.L’archentéron est formé au cours de la gastrulation et donne prioritairement lieu à l’anus, caractéristique des deutérostomiens.Au cours du développement, l’archentéron se différencie en intestin, en estomac et en œsophage qui s’ouvre au niveau du repliement oral (voir larve bipinnaria). Les larves possèdent toutes une symétrie bilatérale, tandis que le stade adulte est caractérisé par une symétrie pentaradiée. Les larves d’astéries sont, pour la plupart, planctotrophiques, c’est-à-dire qu’elles ne possèdent que peu ou pas de vitellus (sac constituant les réserves énergétiques pour nourrir l’embryon durant le développement). Elles doivent donc se nourrir de plancton dans la colonne d’eau dès lors qu’elles acquièrent leurs structures digestives. Les larves sont également pélagiques, c’est-à-dire qu’elles habitent la colonne d’eau tout au long de leur développement pour finalement se fixer au benthos lorsqu’elles atteignent le stade adulte. Le développement prend de 3 à 10 semaines dépendant de l’espèce.On distingue 5 types larvaires chez les différentes espèces d’étoile de mer. Il y a la larve bipinnaria, la larve brachiolaria, la larve yolky brachiolaria, la larve en forme de tonneau et finalement la larve yolky non-brachiolaria. Il existe une espèce d’astérie qui ne passe pas par le stade larvaire. En effet, Pteraster tesselatus (en) se développe directement. Cette espèce sera discutée plus loin.

## Blastula

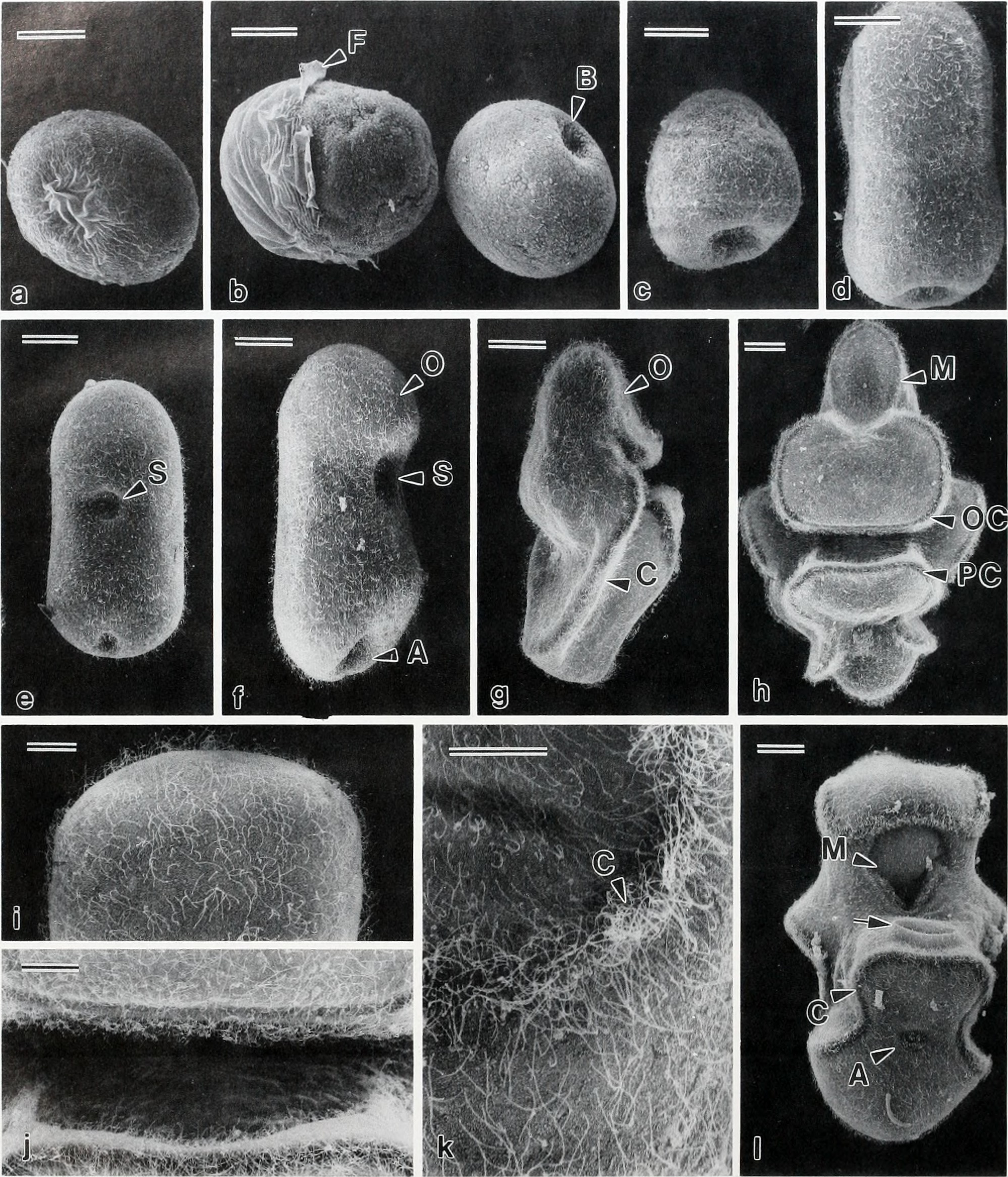
Développement à partir du (a) blastula vers le stade larvaire (l) bipinnaria chez les Astéries

La blastula comprend le blastocoele qui est un espace remplit de fluide. La gastrulation implique l'invagination des blastomères d'un côté, on parle alors de la gastrula. Cette invagination finit par se refermer et former l'archentéron qui empiète alors sur le balstocoele. La gastrula est formée d'une couche externe d'ectoderme et d'une couche interne d'endoderme. L'archentéron communique avec le milieu externe par une ouverture appelée le blastopore qui constituera éventuellement l'anus, l'étoile de mer appartenant au rameau deutérostomien. L'archentéron se différencie en deux parties : l'une étroite et proximale, l'autre large et terminale. La partie proximale se développera éventuellement pour devenir l'estomac et l'intestin des stades larvaires avancés et, finalement, de l'étoile de mer. L'archentéron terminal se développe en deux cavités coelomiques situées de chaque côté qui deviennent l'hydrocoele (description détaillée plus loin). À ce stade, l'embryon est considéré comme étant une larve.

## Bipinnaria
La larve bipinnaria est une larve pélagique et planctotrophique caractérisée par l’arrangement bilatéral de deux bandes ciliaires se trouvant au niveau pré oral et anal. Ces bandes ciliées sont utiles pour nager en propulsant de l’eau et se nourrir en capturant le phytoplancton environnant. Le corps de la larve est de forme ovoïde avec deux repliements ventraux, l’un anal, l’autre oral. Elle est recouverte latéralement de bras et de lobes. Les bras de bipinnaria sont une extension de l’épiderme possédant une cavité de blastocèle, mais n’étant pas supportés par un squelette. La larve possède un tube digestif fonctionnel et complet lui permettant de se nourrir du phytoplancton dans la colonne d’eau. (voir la section des liens externes pour un lien vers un vidéo de larve bipinnaria).
On distingue parfois deux stades de bipinnaria : un stade précoce et un stade avancé, le premier étant parfois appelé « scaphularia ». 

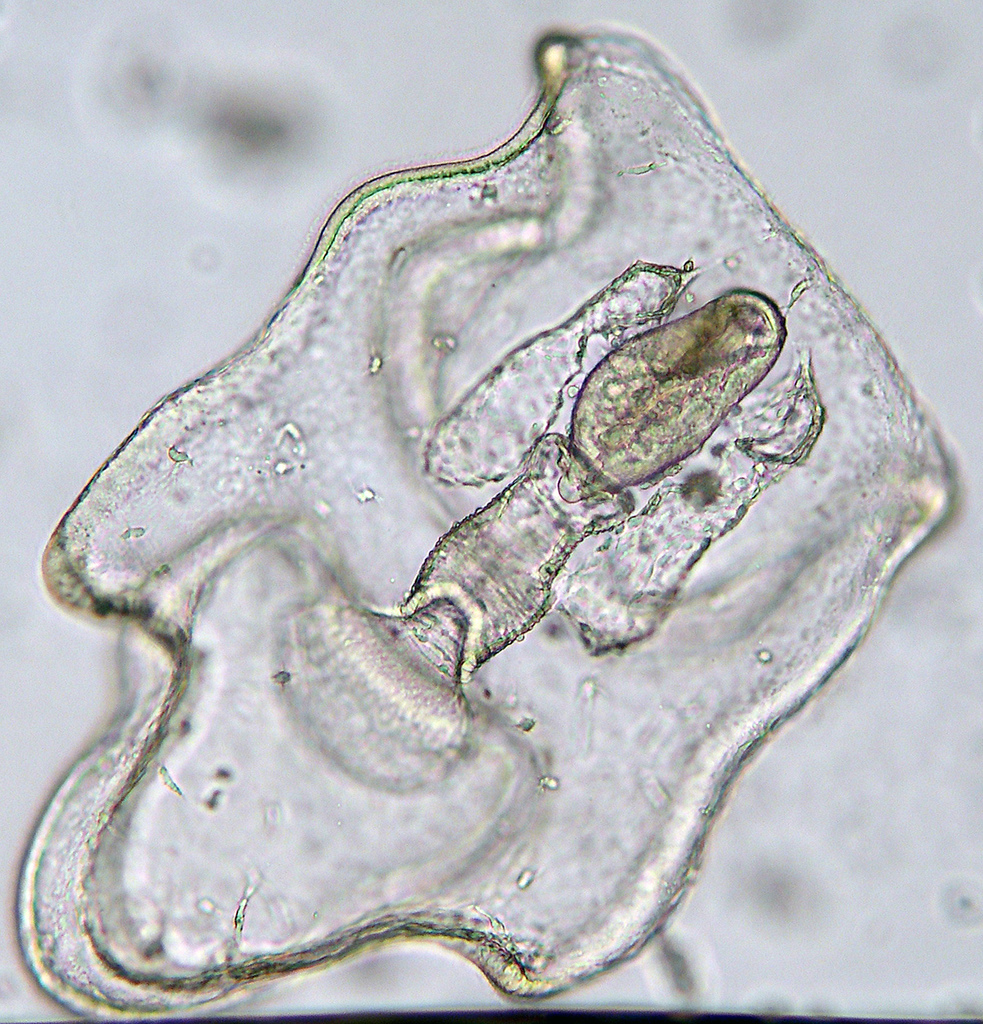
Larve bipinnaria.

## Brachiolaria

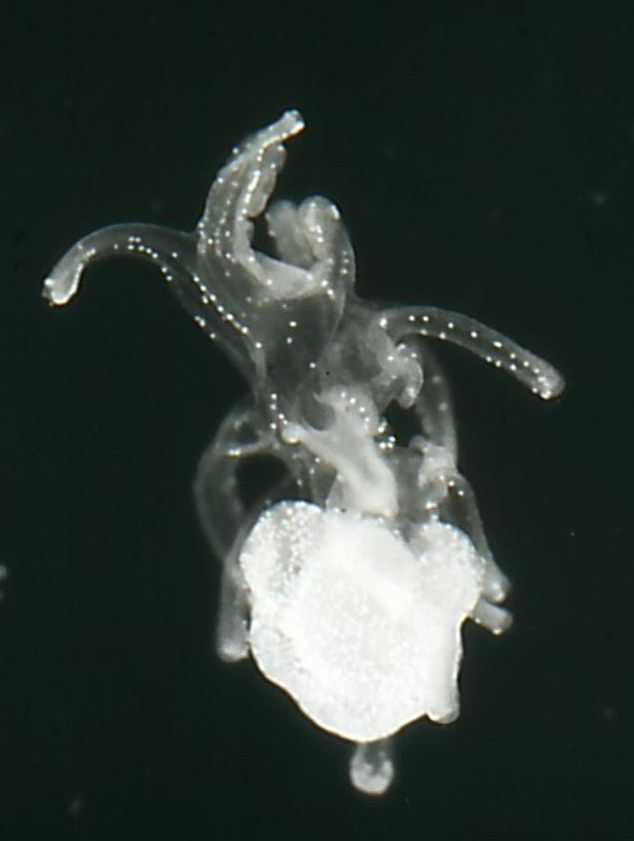
Stade brachiolaria (développement avancé, on voit l'étoile de mer juvénile en développement à l'extrémité postérieure de la larve)

La larve brachiolaria est simplement le stade larvaire suivant bipinnaria dans le cycle de vie de l’astérie. Elle a également un tube digestif fonctionnel lui permettant de se nourrir. Elle est caractérisée par la présence de structures spécialisées au niveau du lobe pré oral permettant la fixation de la larve au substrat. Il s’agit de bras brachiolaires et du disque d’attachement. On distingue les bras brachiolaires de ceux de bipinnaria par le fait qu’ils sont formés par l’extension de la cavité cœlomique sur la face antérieure de la larve (au niveau du lobe préoral). Cette extension est temporaire : elle se résorbe à la métamorphose et sert seulement de tige d’attachement pour les structures brachiolaires. Elle possède trois de ces bras (deux latéraux et un médian) lui permettant de tester le substrat pour un positionnement initial et temporaire. Par la suite, le disque d’attachement se développe pour permettre la fixation plus permanente de la larve au benthos et ainsi commencer la métamorphose. (voir la section des liens externes pour un lien vers un vidéo de larve brachiolaria). 
La larve yolky brachiolaria est largement répandue et se développe dans le pélagos comme les deux autres stades larvaires. Par contre, elle est beaucoup plus simple morphologiquement : elle ne possède pas de structures digestives ou de bandes ciliaires permettant de se nourrir et de nager dans la colonne d’eau. On parle alors d’une larve lecithotrophique qui se nourrit à partir de son sac vitellin. C’est le vitellus qui donne une couleur opaque à la larve. Elle possède toutefois les structures permettant la fixation au benthos, les bras brachiolaires et le disque d’attachement, ainsi que la symétrie bilatérale caractéristique des larves d’astéries. On retrouve ce stade larvaire chez les astéries qui ne passent pas par bipinnaria. Leur cycle de vie se déroule comme ceci : embryon, blastula, gastrula, larve yolkybrachiolaria puis étoile juvénile benthique.

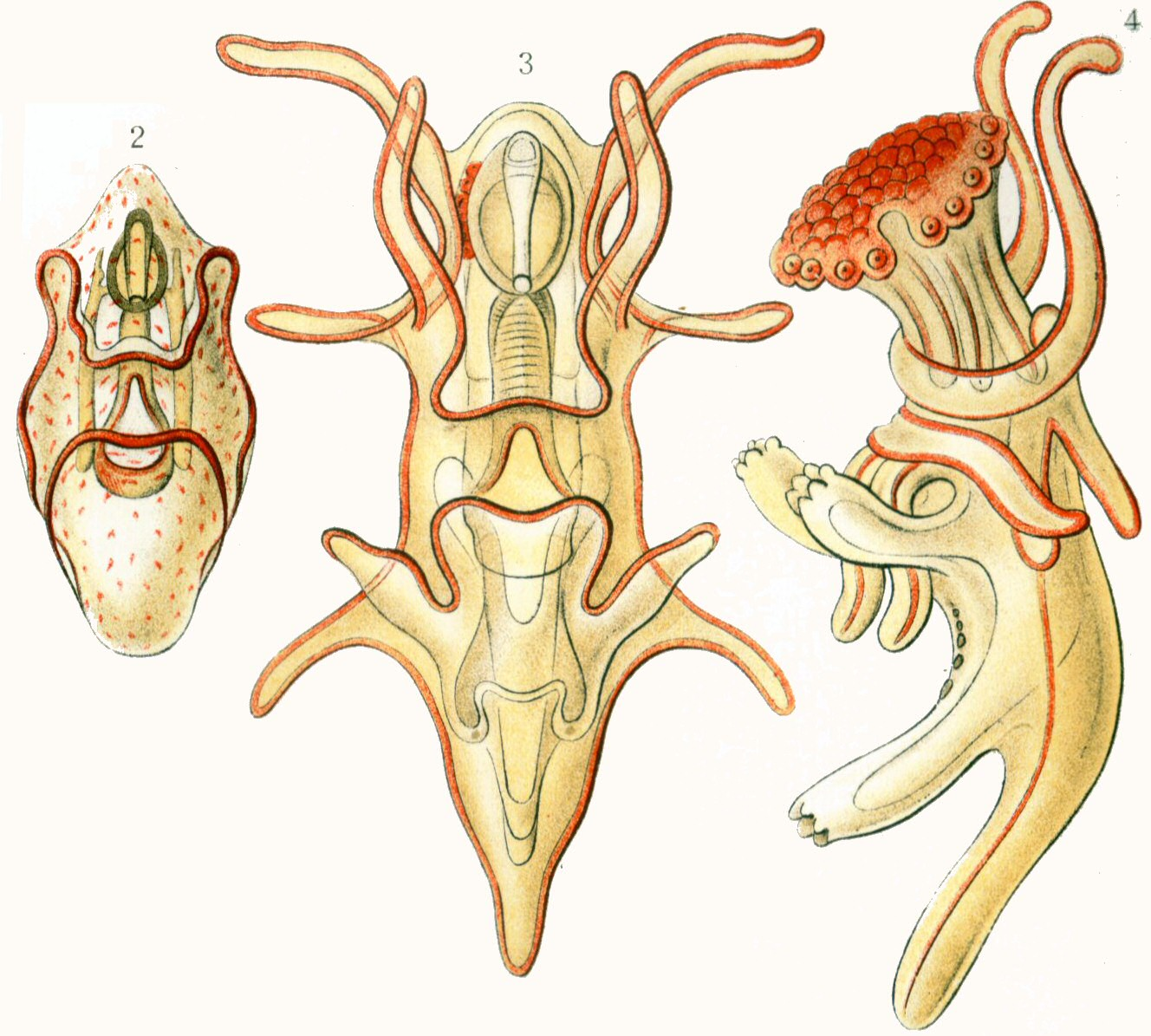
Les trois stades larvaires des étoiles de mer : blastula, bipinnaria, brachiolaria.

## Autres types plus rares
Les deux prochains types de larve ne sont retrouvés que chez quelques espèces. 
La larve en forme de tonneaux est plutôt rare. Elle est pélagique, lecithotrophique et possède une morphologie simplifiée. Elle possède un lobe pré oral large et transparent, mais les bras, les bandes ciliées, la bouche et l’anus sont tous absents. Les structures caractéristiques de brachiolaria sont également absentes. Le cœlome ne s’étend pas antérieurement dans le lobe pré oral. Cette larve est retrouvée chez l’ordre des Paxillosida.
La larve yolky non-brachiolaria a seulement été décrite chez une espèce, Ctenodiscus australis (nl), et sa morphologie interne est méconnue. Elle ne possède pas de bras ou de bandes ciliées.

## Des animaux radiaires, mais des larves bilatériennes
Le stade larvaire des astéries possède une symétrie bilatérale alors les bras de bipinnaria, les bandes ciliées et les bras brachiolaires latéraux sont distribués symétriquement de part et d’autre du plan sagittal médian. La bouche, l’anus, le bras brachiolaire médian et le disque d’attachement (si présent) se situent sur la ligne médiane du corps. Le plan de symétrie des larves est perpendiculaire à celui de l’adulte (dans le développement direct, ils sont tous deux parallèles).
Pour ce qui est de la morphologie interne, les cavités cœlomiques apparaissent durant le stade larvaire et sont arrangées en série de trois sacs allant de l’axe antérieur au postérieur. Le cœlome antérieur est appelé axocèle chez la larve puis devient le cœlome axial chez l’adulte. Le cœlome du centre est constitué d’une paire de sacs appelés hydrocèles. Le sac hydrocèle de gauche se développe davantage et devient le système hydraulique chez l’étoile de mer adulte. Le cœlome postérieur est également formé d’une paire de sacs appelés somatocèles qui donnent lieu au cœlome périviscéral à la suite de la métamorphose.
La métamorphose apparaît au stade larvaire brachiolaria avancé pour laisser place à l’étoile de mer juvénile. Prenons l’exemple de Patiriella regularis (en), une étoile de mer passant par le développement typique (bipinnaria puis brachiolaria). Au stade de brachiolaria avancé, la larve prolonge ses bras brachiolaires vers le fond montrant un comportement de recherche, probablement en quête du lieu idéal à sa fixation. Elle est dans sa phase d’exploration. Une fois ce lieu trouvé, le bras médian de la larve se courbe avec un angle de 90° par rapport à son corps pour permettre aux deux bras latéraux et au disque d’attachement d’entrer en contact avec le substrat. Une fois posée au substrat, la métamorphose peut réellement commencer. Cette phase du développement chez l’étoile de mer Patiriella regularis consiste à la réduction du corps larvaire à une tige mince, tandis que l’ébauche de l’astérie se développe suivant une symétrie pentaradiée. L’hydrocèle prend de l’expansion et le premier podia est formé à la surface orale. Les podia servent à la fixation et au déplacement de l’étoile adulte sur le substrat. Éventuellement, l’étoile juvénile en formation se détache de la tige larvaire pour vivre indépendamment. Le développement se poursuit pour finaliser la formation du tube digestif de l’adulte. En 2023, une étude de l'expression des gènes du développement dans l'ectoderme de l'étoile de mer Patiria miniata montre que les gènes du tronc et des membres, exprimés dans la larve bilatérienne, ne s'expriment dans aucune partie de l'ectoderme, seuls s'expriment ceux de la tête : l'étoile de mer est fondamentalement une tête centrale, dont les branches sont des excroissances,.
En termes de biologie évolutive du développement, le modèle ancestral du cycle de vie des étoiles de mer serait celui passant par bipinnaria puis brachiolaria. Ces deux types de larves ne seraient pas indépendantes, mais représenteraient plutôt deux étapes séquentielles durant le développement. Les larves yolky brachiolaria, en forme de tonneaux et yolky non-brachiolaria seraient apparues plus tard dans l’évolution à la suite de changements dans l’habitat, la morphologie et/ou le mode de nutrition des différentes espèces d’étoiles de mer.

## Quelles homologies avec les autres bilatériens?
En 2023, une étude menée par une équipe de généticiens du développement de l'université de Berkeley se posait la question de la répartition de l'expression des gènes typiques des régions antérieures et postérieures des deutérostomes. Leurs résultats ont montré que les étoiles (et les échinodermes en général) n'expriment quasiment jamais les gènes typiques des régions du tronc chez les chordés, et expriment le long de tous les bras les gènes antérieurs au niveau ambulacraire, et des gènes médians vers le bord des bras. Leur conclusion est donc que « du point de vue de la structuration de l'ectoderme, les échinodermes sont des animaux principalement constitués d'une tête ».

## Autres stratégies
Le développement de Pteraster tesselatus (en) est morphologiquement différent des autres astérides. Cette espèce se développe selon un développement directe pélagique et lecithotropique, ne passant alors pas par le stade larvaire ni la métamorphose. Des caractéristiques importantes permettant de différencier P. tesselatus des autres astéries incluent l’absence des structures spécialisées au développement larvaire (les bras brachiolaires et le disque d’attachement), le développement accéléré de son système hydraulique et l’utilisation de podia pour s’attacher au substrat. Il ne passe pas par la symétrie bilatérale, son développement se fait directement de façon radiale. Ainsi, les axes symétriques de développement embryonnaire et adulte sont parallèles chez cette espèce. Également, on ne retrouve pas de lobe préoral caractéristique des stades larvaires et la formation des cœlomes se fait à partir de sept évaginations de l’archentéron. Le système hydraulique de P. tesselatus se développe à partir des cinq premières évaginations (homologues aux lobes hydrocèles retrouvés durant un des stades larvaires) qui s’étendent radialement à partir du centre de l’archentéron. Tous les autres compartiments cœlomiques se développent à partir des deux dernières évaginations postérieures de l’archentéron. Ce mode de développement cœlomique donne directement lieu à l’organisation adulte chez P.tesselatus. Ainsi, le développement direct est fondé principalement sur la formation des compartiments cœlomiques particulière à cette espèce. Pteraster est unique puisqu’elle est caractérisée par une seconde couche, la membrane supradorsale, qui recouvre la surface antérieure à la bouche (bras et disque d’attachement). Cette membrane se forme à partir de la fusion de 15 lobes se développant sur la surface latérale et antérieure de l’animal. Elle sert à la ventilation respiratoire et à la défense de l’étoile de mer en développement. Le développement de cette couche commence par la formation de cinq renflements marginaux sur la circonférence de l’embryon qui se divisent chacun en deux, donnant naissance à 10 lobes distincts après le 16e jour de développement. Cinq lobes supplémentaires se développent au pôle aboral de l’animal durant le 11e et le 13e jour de vie. Après 20 jours, les 15 lobes se fusionnent pour donner la membrane supradorsale qui donne place à un espace appelé chambre nidamentale qui sert à protéger, ventiler et nourrir les étoiles de mer juvéniles en pleine couvaison. Les structures externes (podia et membrane supradorsale) de Pteraster se développent radialement autour de l’axe longitudinal. Le développement des podia se fait tôt pour compenser l’absence des bras brachiolaires et du disque d’attachement permettant à l’étoile de se fixer au sol. Le développement direct a évolué sur une longue période de temps. Il y a eu simplification par sélection d’un développement plus efficace en éliminant les caractéristiques larvaires non fonctionnelles. Les Ptérasterides ont probablement évolué à partir d’un ancêtre qui se développait à partir d’une larve pélagique et lecithotropique.
Les termes de développement indirect et direct ne sont pas exhaustifs pour décrire les différents modèles de développement retrouvés chez les astéries. Effectivement, les espèces d’astéries appartenant au genre Astropecten ne passent pas par le stade brachiolaria. Elles se métamorphosent directement en étoile juvénile à partir du stade larvaire bipinnaria sans même avoir atteint les fonds marins (elles sont considérées pélagiques). Leur développement est alors qualifié de type « non brachiolarien ». Il devient alors difficile de classer certaines espèces d'astéries selon leur mode de développement, qui peut parfois être assez complexe .
Plusieurs espèces d'étoiles de mer sont également capables de reproduction asexuée : celle-ci ne nécessitant pas de stades de développement, elle est traitée dans la section Étoile de mer#Reproduction.
Au stade juvénile, les étoiles de mer semblent facilement cannibales, surtout quand elles sont en grande densité et avec des ressources limitées.